# Rosenberg-palota
A Rosenberg-palota (más néven: Nemes Asszonyok Intézete csehül: Ústav šlechtičen) a prágai várban, a Szent György tér (csehül: Jiřské náměstí) déli oldalán a Mindenszentek kápolnája mellett, a Szent György utca sarkán áll; az utca túloldalán (ami már a tér keleti oldala) a Szent György-bazilika (csehül: kostel svatého Jiří) emelkedik.

## Története
A jelenlegi telek egy részét, amelyen több ház is állt, 1513-ban vásárolta meg a Rosenberg család (csehül: Rožmberk). Az épületek az 1541-es nagy tűzvészben porrá égtek. Az így megtisztított térre a család Hans Vlach 1545-ös tervei alapján reneszánsz palotát építtetett. A téglalap alaprajzú, belső udvart körülzáró palotát Ulrich Avostalis építette fel 1573–1574-ben. Kapuja a Szent György utcára nyílt; két rövid oldalát árkádosan alakították ki.
1600-ban II. Rudolf egy másik ingatlanért cserébe megszerezte az épületet, és az abban a korban rendkívül modern, pillérekre fektetett fa gyaloghíddal kapcsolta a királyi palotához. Az 1720-as években Thomas Haffenecker tervei alapján második emeletet építettek rá, belső tereit pedig falakkal tagolták — egyebek közt a belső udvart is kettéosztva.
Nemes Asszonyok Intézetévé Mária Terézia építtette át a vár teljes rekonstrukciójának részeként. Ennek megfelelően az átépítést Niccolò Pacassi tervezte, a kivitelező pedig Anselmo Lurago volt. Az építkezést 1753. szeptember 16-án kezdték el, és bár csak 1756. december 7-én fejezték be, az intézmény már 1755-ben megnyitotta kapuit. Pacassí nem elégedett meg az addigi két belső udvarral, hanem a nyugati oldalon kialakíttatott egy harmadikat is. A földszinten árkádosra építette át a bejáratot, magát az épületet pedig úgy nagyobbította meg, hogy egybeépítette az egykori Švamberk-palota keleti szárnyával és még néhány kisebb házzal.
A harminc férőhelyes intézményben elszegényedett nemes családok 24 évesnél idősebb leányai kaphattak származásukhoz méltó képzést — az árvák már 18 évesen beléphettek. Első vezetője Mária Terézia lánya, Mária Anna Jozefa főhercegnő volt, és visszavonulása után is mindig a Habsburg–Lotaringiai-ház valamely hajadon főhercegnője vezette. Az Intézet címere ovális arany medalionban fehér zománccal kihúzva Szűz Mária szeplőtelen fogantatását ábrázolta. A nemes hölgyek szobái az első és a második emeleten voltak, a földszintet a főnöknő lakosztálya és az intézmény saját kápolnája mellett közösségi helyiségek foglalták el.
A Nemes Asszonyok Intézetét 1919. május 1-én bezárták; az épületet a csehszlovák belügyminisztérium kapta meg. A minisztérium megelégedett néhány kisebb belső átalakítással, és a második világháború után a levéltárát költöztette ide. A cseh–szlovák szétválás után, 1996–2007 között teljesen felújították, törekedve egyrészt a Nemes Asszonyok Intézetére jellemző beosztás, másrészt a Rosenbergek idejére jellemző reneszánsz külső helyreállítására. Utoljára, 2008 januárjában az udvarokkal készültek el. Az épület 2010 áprilisa óta látogatható, a hivatalos (vezetett) vártúra egyik állomása.

## Az épület
A palota mai külseje csak néhány apró részletben tér el a Pacassí által tervezettől. A térről nyíló bejárat portikuszát Josef Klein plasztikái díszítik. A kápolna freskóit Petr Molitor festette.

## Kiállítás
A megfogható korona – a cseh fizetőeszköz története kiállítás mutatja be Csehország legendás pénzét, az annak idején „örök életű érmének” nevezett prágai groschent. Ezt 1300 táján kezdték verni, miután fölfedezték a Kutná Hora-környéki ezüstlelőhelyeket. Minőségének, művészi és műszaki színvonalának biztosításához pénzügyi reformot vezettek be. Aprólékosan megismerhetjük IV. Károly császár pénzverdéjét, a színvonal hanyatlását a császár, de kiváltképp IV. Vencel halála után és a korábbi színvonal helyreállítását Podjebrád György, valamint II. Ulászló alatt. A prágai groschen verését I. Ferdinánd állította le 1547-ben.
A kiállítás első részében a cseh arany- és ezüstbányászat történetét ismerhetjük meg; ezt ércminták és a középkori bányászokat ábrázoló szobrok segítik. A második részben mutatják be a legnagyobb groschen-leleteket, amelyek Hodonínból, Týn nad Vltavou-ból, illetve a Plzeňtől északra fekvő Žichlicéből kerültek elő. Megtudhatjuk, mennyibe kerültek az egyes árucikkek a középkorban és azt is, hogyan dolgoztak a pénzhamisítók. A harmadik részben láthatjuk az ötvösök munkáját és annak eredményeit: a monstranciákat, az ékkövekkel kirakott kereszteket és más gótikus műtárgyakat.
2016-ban, IV. Károly császár (I. Károly néven cseh király) születésének 700. évfordulója alkalmából, külön e kiállításra elkészítették az uralkodó cseh királyi pecsétjének másolatát.

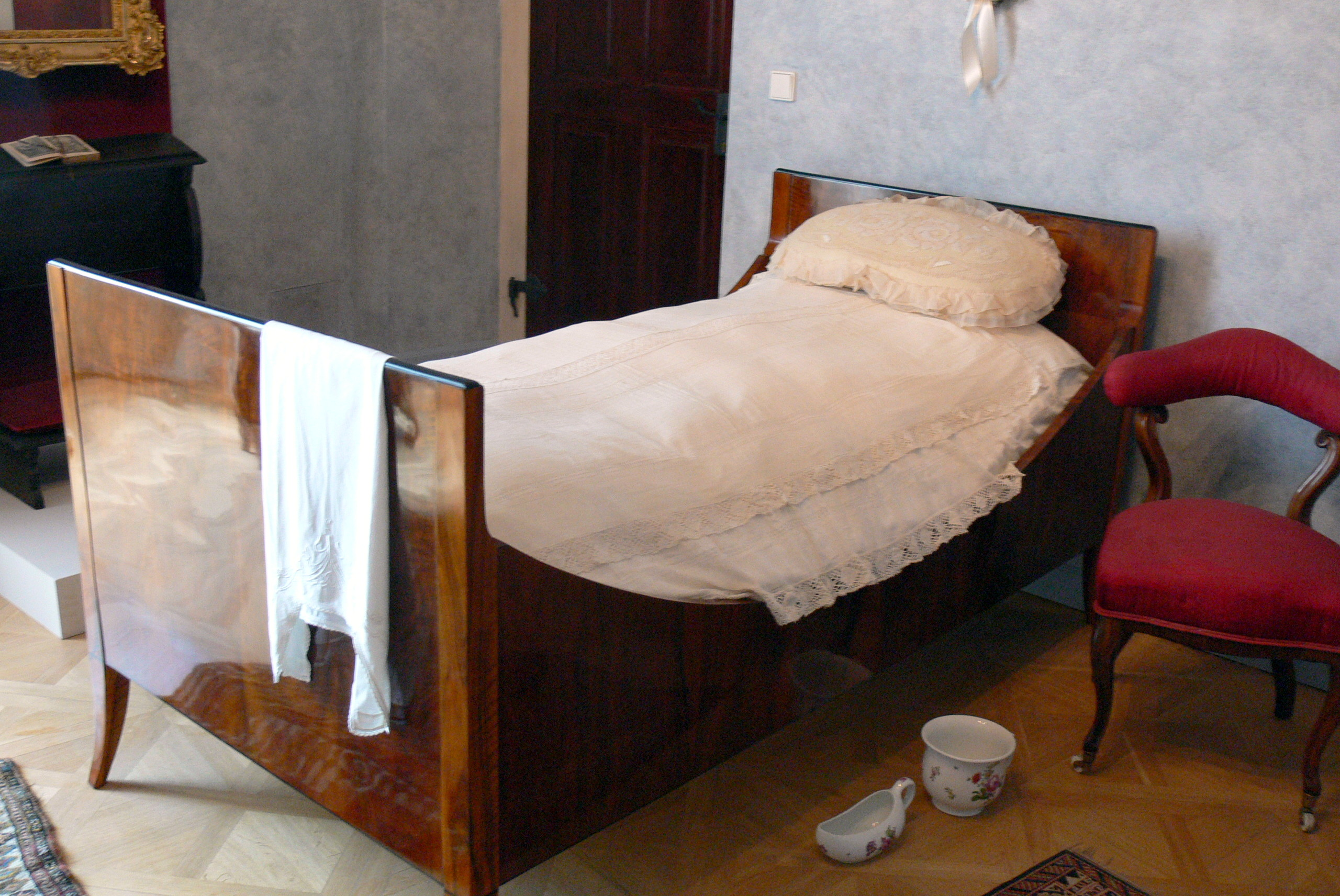
Egy növendék hálószobája
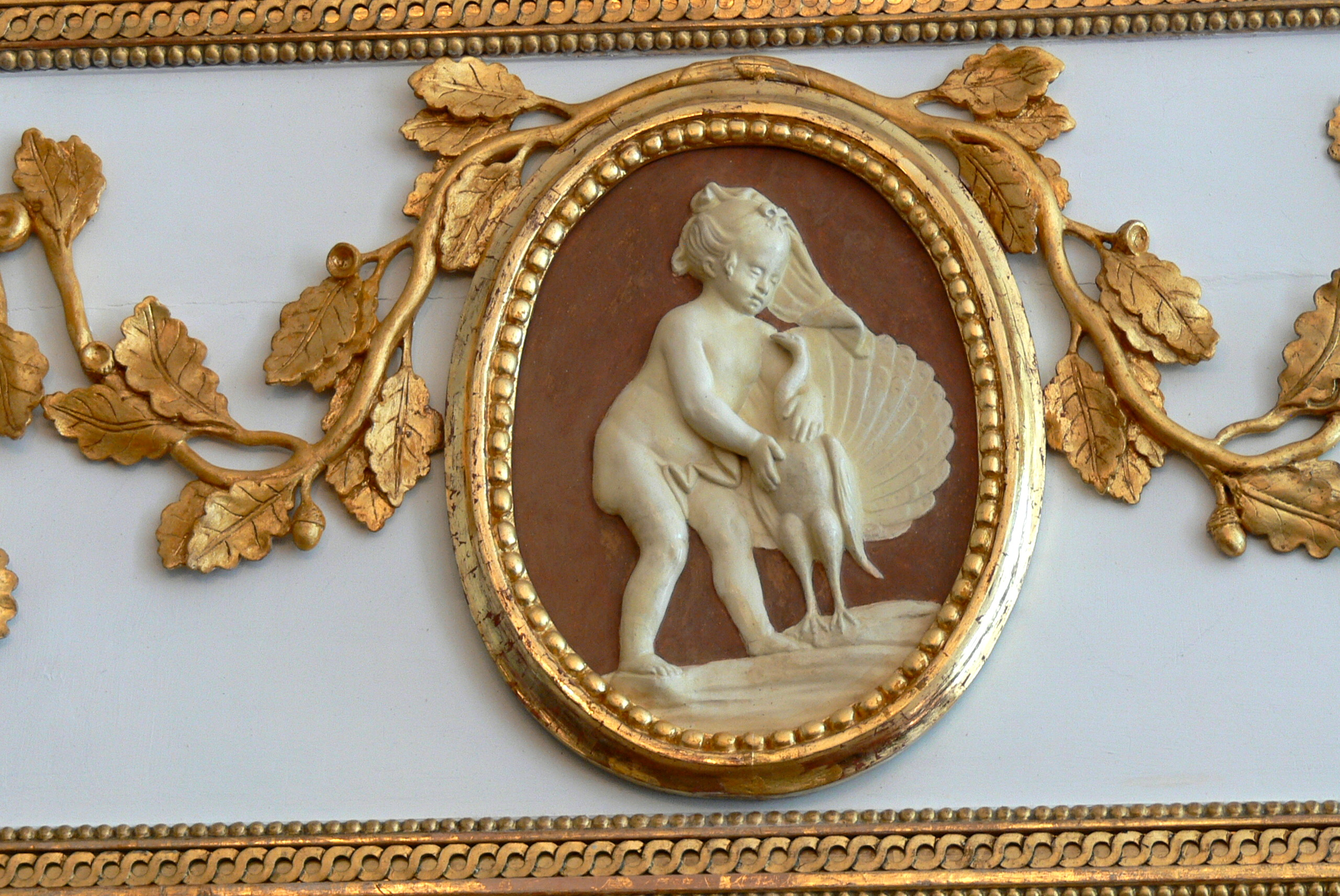
Puttós relief részlete
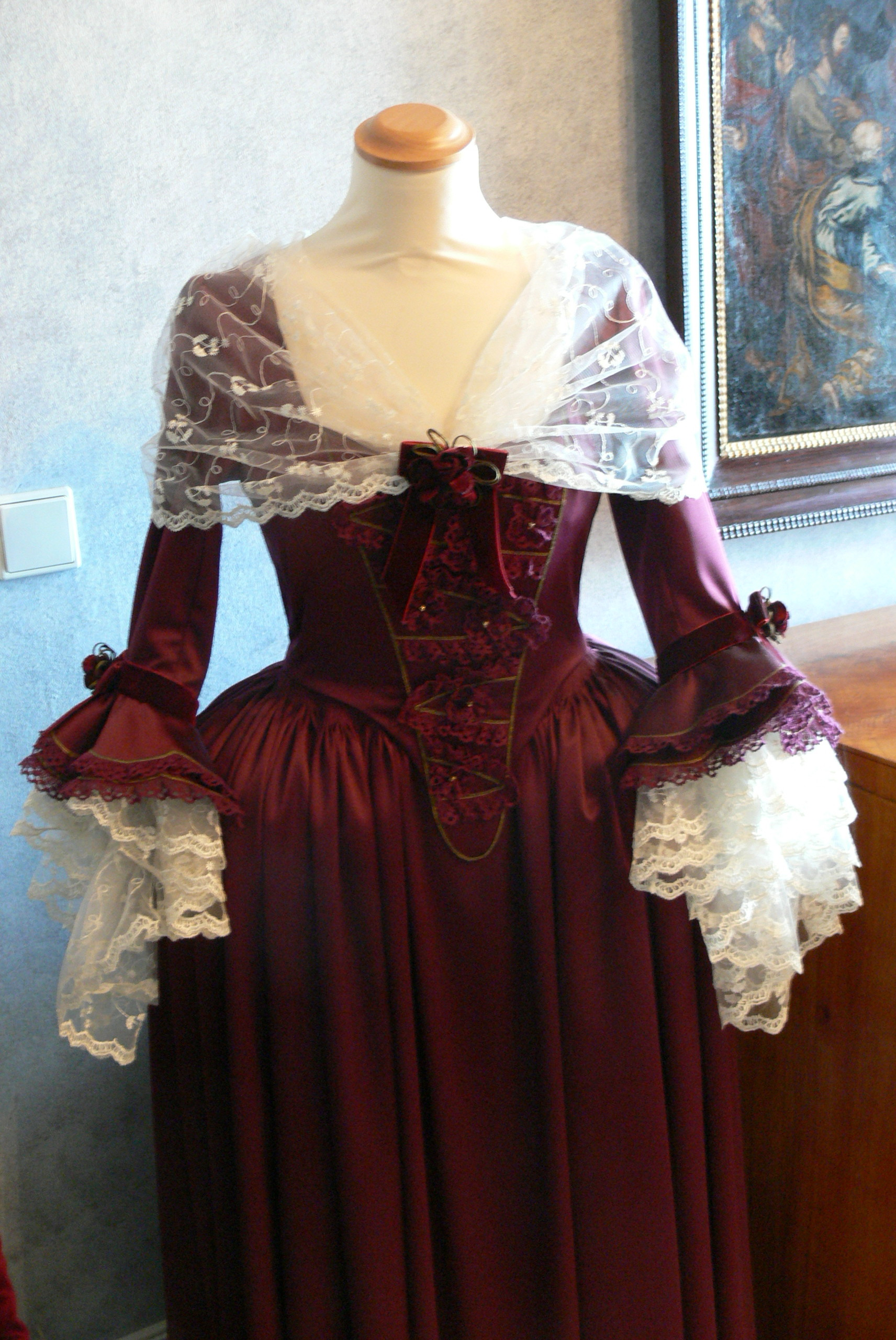
18. századi ruházat
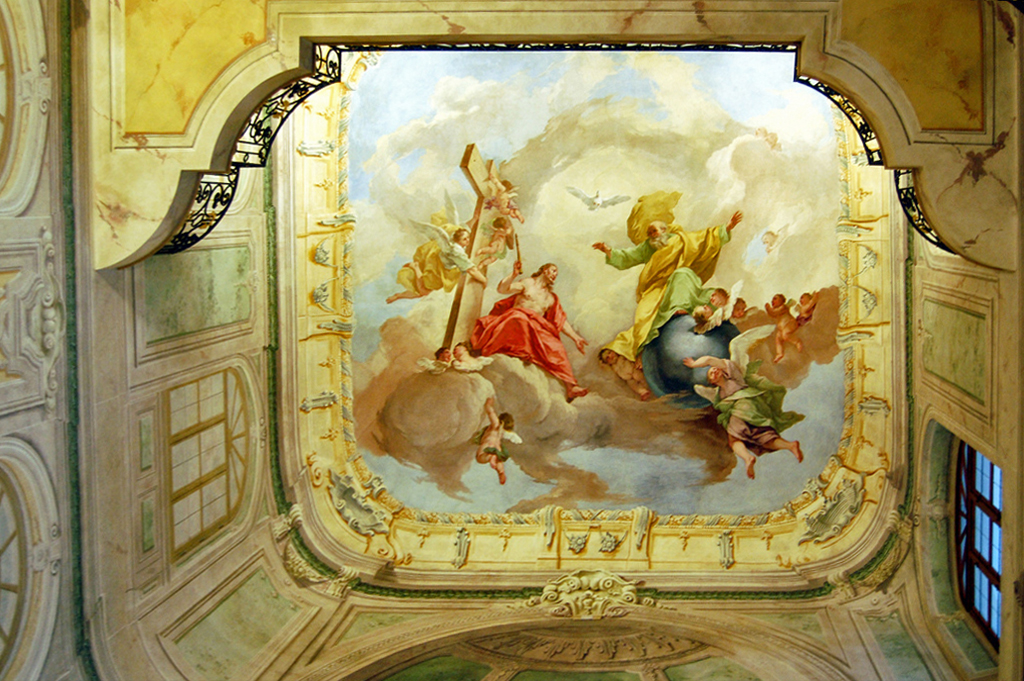
A Szentháromság kápolna mennyezeti freskója